# ARGE Wahlen
ARGE Wahlen Institut für Wahlanalyse und Wahltagsforschung ist ein eingetragener österreichischer Verein (Vereinsregisternummer: 768694324). Einer der Gründer ist ihr wissenschaftlicher Leiter Franz Sommer, der für zahlreiche Publikationen im Bereich Wahlforschung bekannt ist.
Vor der Vereinsgründung 2013 wurden Hochrechnungen als ARGE Wahlen (Arbeitsgruppe) publiziert. Die Bezeichnung ARGE Wahlen stammt aus dieser Zeit und wird immer noch als Kurznamen verwendet. Mit Hochrechnungen begonnen wurde bereits 1983, die erste bundesweite Wahl wurde von Franz Sommer 1986 hochgerechnet. Laut wurde die ARGE Wahlen 1990 gegründet. Die erste Hochrechnung für Medienpartner erfolgte mit der Nationalratswahl 2002. Die operative Umsetzung der Wahl-Hochrechnungen erfolgt mit der Wiener Digital-Agentur Earlybird.
Während SORA für den staatlichen ORF die Hochrechnung durchführt ist die ARGE Wahlen  durch ihre Hochrechnungen und Wählerstromanalysen an Wahlabenden in den Privatsendern ATV, Puls4, ServusTV und für die Nachrichtenagentur APA bekannt.
Bis zur Bundespräsidentenwahl 2016 konnten Hochrechner auf Basis von einzelnen Ergebnissen bereits am Nachmittag des Wahlsonntags Hochrechnungen erstellen. Mit der Entscheidung des Verfassungsgerichtshof vom 1. Juli 2016 dürfen Einzelergebnisse nach dem allgemeinen Wahlschluss einfließen.